# كأس روسيا البيضاء 1999–2000
كأس روسيا البيضاء 1999–2000 (بالروسية: Кубок Белоруссии по футболу 1999/2000)‏ هو موسم من كأس روسيا البيضاء. أشرف على تنظيمه اتحاد روسيا البيضاء لكرة القدم، وكان عدد الأندية المشاركة فيه 28، وفاز فيه نادي سلافيا-موزير.